# Cassian Primisser
Cassian Primisser (auch Cassian Karl Primisser oder Kassian Primisser; * 14. April 1735 in Agums bei Prad am Stilfserjoch als Karl Primisser; † 19. Dezember 1771 im Zisterzienserstift Stams) war ein Zisterzienserpater, Archivar, Bibliothekar, Theologe und Historiker aus Tirol.

## Leben
Primisser war Sohn eines Landwirts und stammte aus der südtiroler Familie Primisser. Er fiel früh durch seine Begabung auf und durfte deshalb nach der Dorfschule von Prad das Meraner Gymnasium besuchen. Anschließend kam er an die Universität Innsbruck, an der er insbesondere an der Philosophischen Fakultät studierte, wobei seine Vorlieben in der Geschichte und Geographie lagen. Seine Ausbildung finanzierte sich hauptsächlich über Stipendien. Am Ende soll er auch kurze Zeit an der Innsbrucker Hochschule gelehrt haben.
Primisser konnte auf Fürsprache des einflussreichen Tiroler Adeligen Ignaz Kassian Bonaventura von Enzenberg am 21. September 1755 in das Zisterzienserstift Stams eintreten. Er erhielt dort den Ordensnamen Cassian, legte am 21. September 1756 die Profess ab und erhielt am 22. September 1759 die Priesterweihe. 1762 erhielt er von Abt Rogerius Sailer, dessen Sekretär er zeitweise war, die Aufgabe, eine Chronik des Stifts zu schreiben, 1763 das Archiv des Stifts zu ordnen, bereits zuvor hatte er die Bibliothek geordnet und katalogisiert. Er hatte die Aufsicht über das Archiv und die Kanzlei inne.
Primisser starb an einem Brustleiden. Sein Bruder war der Museumsfachmann Johann Baptist Primisser, Alois Primisser sein Neffe, ebenso der Theologe Kaspar Unterkircher. Der Dichter Johann Friedrich Primisser war sein Vetter.

## Werke (Auswahl)
- Systema theologiae, 1754/1755.
- Rythmus In Laudem Ven. Patris Joannis Campidonensis Sacerdotis Et Monachi Ordinis Cisterciensis Et Monasterii Stamsensis, Adversionibus Historicis Explicatus, Wagner, Innsbruck 1766.
- Annales Stamsenses, 6 Bände und 9 Bände Ergänzungen, 1766–1771.
  - P. Kasimir Schnitzer: Die Annalen von Mais, entnommen den Annalen von Stams des P. Kassian Primisser und ergänzt durch Notizen aus Tagebüchern, Aufzeichnungen und Briefen von Äbten und Mitbrüdern. Mais 1808. Umgeschrieben und übersetzt von Raimund Senoner. Herausgegeben vom Heimatpflegeverein Untermais und vom Priorat der Zisterzienser von Stams. Meran 2003.
- Stammbaum der Cistercienser-Klöster, Fürstliche Grabstätte zu Stams.
- Die adeligen Geschlechter, die in den Stamser Urkunden vorkommen.